# Universität Lyon III
Die Universität Lyon III, auch Jean-Moulin-Universität ist eine von vier Universitäten der französischen Stadt Lyon. Der Hauptcampus ist die „Manufacture de Tabacs“ und im Lyoner Viertel Monplaisir, weitere Standorte sind „Les Quais“ im Viertel Guillotière und eine Außenstelle in Bourg-en-Bresse (Departement Ain).

## Geschichte

### Gründung
Die Universität Lyon III wurde nach dem Widerstandskämpfer Jean Moulin benannt. Sie ging aus der Spaltung der einheitlichen Universität von Lyon im Zuge der Ereignisse des Mai 1968 hervor und wurde im Jahre 1974 nach einer erneuten Abspaltung aus der Universität Lyon II offiziell gegründet. In Lyon II blieben vor allem die sozialwissenschaftlichen Institute angesiedelt, während die größten Fakultäten der neuen Universität Lyon III waren die Fakultät für Rechtswissenschaft und das Institut für Betriebswirtschaftslehre (Institut d'Administration des Entreprises). Beide Universitäten verfügen jedoch über philologische Fakultäten.

### Versuche rechtsradikaler Unterwanderung bis 2004
Durch die Präsenz einiger konservativer und rechtsradikaler Dozenten und die Rivalität zur Nachbarhochschule Lyon 2 entwickelte sich in den 70er- und 80er-Jahren der umstrittene Ruf einer rechten Universität. Nachdem antirassistische Studierendenorganisationen die Präsenz eines rechtsradikalen Netzwerks an der Universität beklagt hatten, legte 2004 eine Kommission um den Historiker Henry Rousso einen Bericht vor, in welchem das Handeln der indogermanischen Forschungsstelle der Universität und das Versagen mehrerer Kontrollgremien angepeilt wurden. Der Bericht unterstreicht aber, dass keine systematische rechte Unterwanderung erfolgen konnte, da ein erheblicher Teil der Professorenschaft sich den rechten Tendenzen widersetzt haben soll. Es folgten die Auflösung der umstrittenen Forschungsstelle sowie individuelle Sanktionen durch die Universität selbst, bis zur Zwangsemeritierung eines ehemaligen Präsidenten. Seither haben die jeweiligen Universitätspräsidenten ihren Einsatz gegen jegliche Form von Rassismus und Antisemitismus betont.

## Fachbereiche

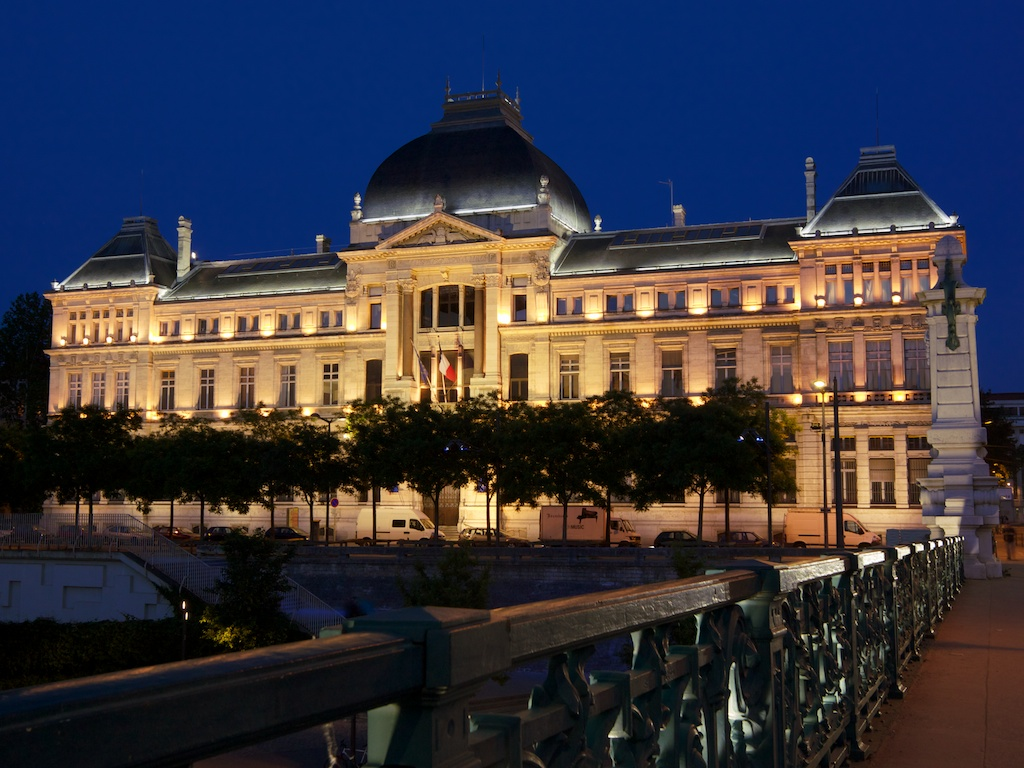
Jean Moulin University Law School

An der Universität Jean Moulin studieren rund 26.000 Studenten (2012–2013), die sich auf die folgenden Fachbereiche aufteilen:
- Rechtswissenschaften: ca. 9.500 Studenten
- Geistes- und Kulturwissenschaften: ca. 2.500 Studenten
- Sprachwissenschaften: ca. 3.800 Studenten
- Philosophie: ca. 700 Studenten
- Betriebswirtschaftslehre (Institut d'administration des entreprises, IAE): ca. 7.000 Studenten
- Institut universitaire de technologie, IUT: ca. 1.000 Studenten

## Bekannte Lehrende
- Michel Mercier (* 1947), ehemaliger Minister für Justiz und Mitglied des Senats
- Régis Debray (* 1940), Philosoph, Schriftsteller und Kampfgenosse Che Guevaras
- Gilles Deleuze (1925–1995), Philosoph
- Maurice-René Simonnet (1919–1988), Politiker, Europa-Abgeordneter und Mitglied des französischen Verfassungsgerichts
- Patrick Louis (1955), Politiker (Mouvement pour la France)
- Bruno Gollnisch (1950), Europa-Abgeordneter des Front National
- Raphaël Enthoven (* 1975), Philosoph
- Tristan Garcia (* 1981), Philosoph

## Alumni
- Reine Alapini-Gansou (* 1956),  beninische Juristin und Richterin am Internationalen Strafgerichtshof.
- Anne Hidalgo (* 1959), als erste Frau Bürgermeisterin von Paris.
- Antoine Ghanem (1943–2007), libanesischer Politiker,
- Dominique Perben, französischer Politiker
- Frantz Fanon (1925–1961), französischer Psychiater, Politiker, Schriftsteller
- Frigide Barjot (* 1962), Komikerin, Kolumnistin, 2012 Mitgründerin von La Manif pour tous
- Georges Fenech (* 1954), französischer Autor, Richter und Politiker.
- Mohammad Hosseini (* 1963), iranischer Diplomat.
- Michel Mercier (* 1947), französischer Politiker
- Patrick Louis (* 1955), französischer Politiker
- Kwai Lun-Mei (* 1983), taiwanische Schauspielerin
- Isaac Yacouba Zida (* 1965), Staatschef von Burkina Faso